# Willibrordusput (Oss)

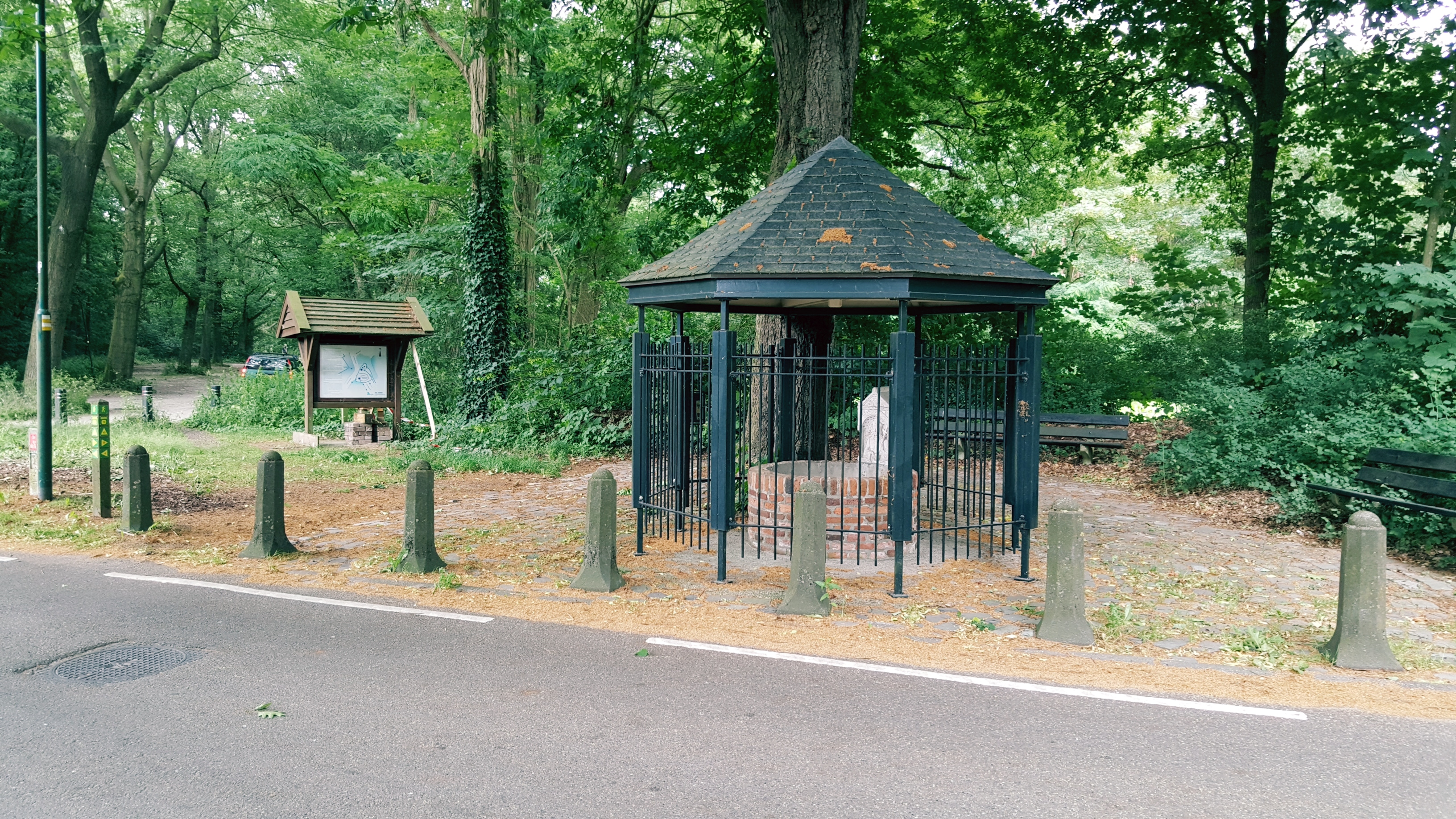
Willibrordusput

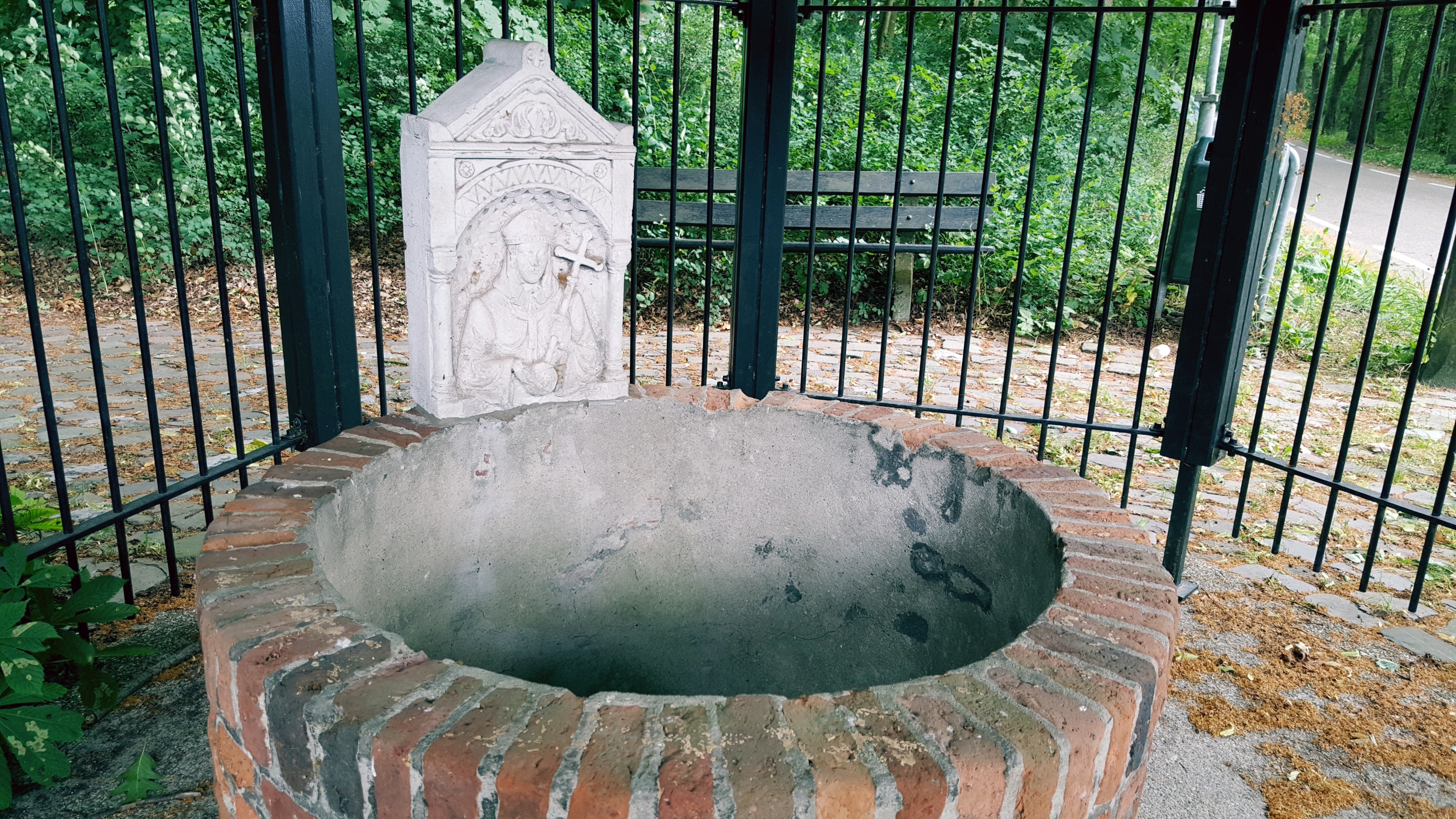

Het Willibrordusputje is een waterput in de stad Oss in de gelijknamige Nederlandse gemeente. De Willibrordusput staat aan de Willibrordusweg ten zuiden van Oss tegenover restaurant 'Het Putje'.

## Geschiedenis
Volgens overlevering zou de heilige Willibrord de plek bezocht hebben, waarna later de put vernoemd werd. De oorspronkelijke plaats van de put lag zo'n 12 meter zuidelijker van de huidige plek en bij de put zou ooit een kapel gestaan hebben.
In 1925-1926 bouwde men de huidige waterput.